# Елизаров, Николай Степанович
Николай Степанович Елизаров (1876—1937) — русский и советский военный деятель, генерал-майор Генерального штаба (1917), военспец. Герой Первой мировой войны, участник Русско-японской войны и Гражданской войны в составе РККА.

## Биография
В 1895 году вступил в службу после окончания Томского реального училища. В 1897 году после окончания Киевского военного училища произведён в подпоручики и выпущен в Миргородский 168-й пехотный полк.
В 1900 году произведён в поручики. С 1904 года после окончания Николаевской военной академии по I разряду  произведён  в штабс-капитаны. С 1904 года участник Русско-японской войны, с 1905 года старший адъютант штаба 4-й пехотной дивизии. В 1906 году за боевые отличия награждён орденом Святой Анны 4-й степени «За храбрость» и произведён в капитаны — старший адъютант штаба 1-й пехотной дивизии.
В 1909 году произведён в подполковники — старший адъютант штаба 1-й кавалерийской дивизии. С 1911 года штаб-офицер для поручений при командующем войсками Омского военного округа и преподаватель Алексеевского военного училища, в 1912 году произведён в полковники.
С 1914 года участник Первой мировой войны — начальник штаба 14-й Сибирской стрелковой дивизии. С 1915 года командир 9-го Кавказского стрелкового полка. Высочайшим приказом от 12 июня 1915 года  за храбрость был награждён Георгиевским оружием: 
За то, что во время боёв с 1-го по 22-е ноября 1914 года, своей энергичной и самоотверженной деятельностью много содействовал начальнику дивизии в успешном выполнении боевой задачи, возложенной на подчинённые ему части. 2-го ноября получив приказание вывести на боевую линию два полка дивизии, успешно исполнил данное ему поручение, производя под огнём противника разведку позиции для этих частей и устроив их на таковой, не вернулся к начальнику дивизии, а, по собственному почину, остался на позиции и с названными полками прикрыл отход соседних частей; в боях у п. Кернозя, благодаря его энергичным и целесообразным распоряжениям, был предотвращён обход неприятелем боевого порядка дивизии и части получили возможность отойти без потерь на новые позиции. В боях у д. Вейсце, подвергая свою жизнь явной опасности лично рекогносцировал позицию и своевременно направляя на таковую резервы, способствовал успешному отражению атак германцев
С 1917 года полковник — начальник штаба 3-й Кавказской стрелковой дивизии и 33-й пехотной дивизии. Приказом по Армии и Флоту от 24 сентября 1917 года за боевые отличия произведён в генерал-майоры — начальник штаба 21-го армейского корпуса.
После Октябрьской революции с 1918 года служил в РККА — начальник дивизии 5-й Смоленской завесы, 1-й помощник начальника и начальник Оперативного отдела, помощник начальника Организационного управления Всероглавштаба. С 1919 года штатный преподаватель Академии Генштаба РККА (учебное заведение находилось в городе Томске). С 1920 года помощник начальника и начальник Учётно-организационного отдела Оперуправления Полевого Штаба РККА. С 1930 года штатный преподаватель Академии коммунистического воспитания и Военно-технического училища. На 1937 год помощник военрука Института цветных металлов и золота.
Арестован 23 октября 1937 года. 1 декабря 1937 тройкой при УНКВД по Московской области по обвинению в участии в контрреволюционной, боевой, террористической офицерской организации и контрреволюционной агитации фашистского характера приговорён к ВМН — расстрелу. 10 декабря 1937 года приговор приведён в исполнение на Бутовском полигоне. Реабилитирован 16 августа 1956 года.

## Награды
- Орден Святого Станислава 3-й степени с мечами и бантом (ВП 1906)
- Орден Святой Анны 4-й степени «За храбрость» (ВП 1906)
- Орден Святой Анны 3-й степени с мечами и бантом (ВП 1907)
- Орден Святого Станислава 2-й степени с мечами (Мечи — ВП 07.06.1916)
- Орден Святой Анны 2-й степени с мечами (Мечи — ВП 23.07.1916)
- Георгиевское оружие (ВП 12.06.1915)
- Орден Святого Владимира 4 степени с мечами и бантом (ВП 30.09.1915)
- Орден Святого Владимира 3 степени с мечами (ВП 15.08.1916)

## Труды
- Наши соседи и некоторые другие главнейшие государства : Обзор их воен. мощи / Сост.: Ген. штаба полк. Н. Елизаров, кап. В. Белый и А. Смирнов и штабс-кап. П. Громыко. 1913 г. — Москва: тип. Окр. штаба, 1913 г.—606 с.
- Организация службы связи в полку и дивизии [Текст] : пособие заведывающим службой связи / Н. Елизаров, Генерального штаба полковник. - Изд. 2-е, испр. и доп. — Москва: Тип. Штаба Московского военного окр., 1913 г.—68 с.
- Альбом государей, президентов, государственных гербов и национальных флагов главнейших государств. 1913 г. [Изоматериал] / [полк. Елизаров]. — Москва: Типография штаба Московского военного округа, 1913 г.—23 с.
- Тактика пехоты : Лекции, чит. Н. С. Елизаровым на ускоренном курсе Акад. Ген. штаба Раб.-крест. Красной армии в 1918/19 учеб. г. — Томск: Акад. Ген. штаба Раб.-крест. Красной армии, 1919. — 32 с.
- Румыния : Воен.-геогр. описание / Н. С. Елизаров. — Москва: Разведыват. упр. Штаба РККА, 1925. — 159 с.
- Батальонная артиллерия в бою пехоты / Н. С. Елизаров. — Москва; Ленинград  Гос. издательство. Отд. воен. литературы, 1928 (М. : тип. «Красный пролетарий») — 110 с.
- Пехота : Учебник по программе курса высшей допризывной подготовки, проводимой в гражданских вузах / Н. С. Елизаров. — Москва; Ленинград: Гос. издательство. Отд. воен. литературы, 1929. (М.: тип. «Красный пролетарий»). — 100  с.
- Пехота : Учебник по программе пехотного уклона курса высш. допризывной подготовки, проводимой в гражданских вузах / Н. С. Елизаров; 2-е изд. — Москва; Ленинград: Гос. издательство. Отд. воен. литературы, 1930. (М.: тип. «Красный пролетарий»). — 154 с.